# Preah Ko
Preah Ko (kmerski za "Sveti bik") je najstariji kmerski hram u distriktu Roulos (druga dva su Bakong i Lolei) iz 9. stoljeća u Angkoru, Kambodža. Izgradio ga je kralj Indravarman I. i posvetio Šivi i kraljevskoj obitelji Kmerskog Carstva 879. godine. On je bio prvi od kraljevskih hramova prijestolnice Hariharalaya, prije nego što je prijestolnica prebačena 15 km južnije u novoosnovani Yasodharapura (danas Angkor). Hram je ime dobio po skulpturi od pješčenjaka koja predstavlja Nandija, jedno od utjelovljenja Šive u obliku bika.
Preah Ko se sastoji od šest tornjeva od opeke koji su organizirani u dva reda po tri tornja, svaki zajedničkoj platformi od pješčenjaka. Svi su okrenuti prema istoku, a središnji prednji je najviši i posvećen je kralju Jayavarmanu II., osnivaču Kmerskog Carstva i Indravarmanovom stricu. Njemu lijevo je toranj Prithivindreshvara, kraljevog oca, dok je desno toranj Rudreshvara, njegovog djeda. Tri stražnja tornja su posvećena njihovim ženama. Na središnjem se nalaze bareljefi s figurama Šive.
Njemačka vlada je financirala obnovu tornjeva Preah Koa 1990-ih, a od 1992. godine on je, kao dio Angkora, na popisu svjetske baštine UNESCO-a.
- Prilaz hramu
- Nandi ispred hrama
- Jedan od šest svetišta unutar tornjeva
- Nadvratnik s čudovištem Makarasom
- Dvarapala, čuvar hrama

## Vanjske poveznice
|  | Zajednički poslužitelj ima još gradiva o temi Preah Ko |